# Blastosporella
Blastosporella is een monotypisch geslacht van schimmels behorend tot de familie Lyophyllaceae. Het bevat alleen de soort Blastosporella zonata.